# Большие Вёски
Большие Вёски — деревня в Александровском муниципальном районе Владимирской области России, входит в состав Андреевского сельского поселения.

## География
Деревня расположена в 30 км к северу от центра поселения села Андреевского и в 30 км от райцентра города Александрова.

## История
Село Большие Вески в старину входило в состав дворцовой волости с центром в Александровской слободе, присёлком которой именовалось. В патриарших окладных книгах под 1628 г. записано: «Церковь Рождества Пречистыя Богородицы в селе Весках, дани два алтына две деньги». В 1782 году деревянная церковь сгорела, и преосвященным Феофилактом, епископом Переславским, разрешено прихожанам «состоящую в праздности в городе Перееcлавле деревянную Ильинскую церковь в оное село Вески перевезть и построить на том же месте с прибавлением новых бревен».
1819 год начат постройкой ныне существующего каменного храма Рождества Пресвятой Богородицы на средства, завещанные купчихой Прасковьей Ивановой. В 1821 году окончена трапезная церковь и освящена в 1822 году, главный престол освящён в 1830 году. Тогда же возведена каменная колокольня. В храме было два престола: в холодной части Рождества Пресвятой Богородицы, в трапезе тёплый придел Святых бессребреников Косьмы и Дамиана. В храме была местночтимая явленная и чудотворная икона Знамения Пресвятой Богородицы с предстоящими великомучеником Феодором Стратилатом и преподобным Иоанном Лествичником. На иконе надпись: «204 (1694) года Апреля 1 дня построил образ Пресвятой Богородицы старец Тит Лукьяновой пустыни в церковь Божию в село Вески». В советское время церковь разорена, разрушены колокольня и портики на южном и северном фасадах храма.
В XIX и первой четверти XX века село входило в состав Андревско-Годуновской волости Александровского уезда. 
В годы Советской власти до 1998 года село входило в состав Годуновского сельсовета.

## Население
| 1859 | 1905 | 1926 | 2002 | 2010 | 2021 |
| ---- | ---- | ---- | ---- | ---- | ---- |
| 291  | ↗382 | ↗440 | ↘20  | ↘19  | ↘13  |

## Достопримечательности
В селе располагается Церковь Рождества Пресвятой Богородицы (1819).

## Известные уроженцы и жители
- Логинов, Виктор Николаевич (1925—2012) —  советский и российский прозаик и сценарист, член Союза писателей СССР.